# ناو ولاسکو
ناو ولاسکو (به انگلیسی: Spanish cruiser Velasco) یک کشتی بود که طول آن ۲۱۰ فوت ۰ اینچ (۶۴٫۰۱ متر) بود. این کشتی در سال ۱۸۸۱ ساخته شد.